# 藍廷珍
藍廷珍（1664年—1730年），字荊璞，諡襄毅，清代福建漳州漳浦人。
清朝武官，少年從軍，歷任澎湖水師協副將、南澳鎮總兵、台灣鎮總兵等，康熙六十年率兵來台，弭平朱一貴事件，累功晉升從一品福建水師提督。

## 年表
- 康熙三十四年，任浙江定海鎮標右營把總[2]。
- 康熙三十五年，任浙江定海鎮標中營千總[2]。
- 康熙三十九年，任浙江溫州鎮標右營守備[1]。
- 康熙四十五年，任浙江溫州鎮標左營遊擊、浙江溫州鎮標中營遊擊。
- 康熙五十八年，任福建臺灣澎湖協副將[3]、閩粵南澳鎮總兵官[1]。
- 康熙六十年，因來臺平定朱一貴事件，署理福建水師提督[1]，任福建臺灣鎮總兵官[4]，迎藍興媽祖來台，今台中萬春宮前身。
- 雍正元年，升任福建水師提督[1]，為福建水師提督第一位由水師行伍晉升者。[5]
- 雍正二年，於大肚溪以北今台中市地區設立藍興庄，獲彰化縣知縣談經正同意，領取墾號藍張興，委任管事蔡克俊，開墾原屬猫霧捒社群領地的台中盆地南緣。
- 雍正七年去世，贈太子少保[1]。

## 家族
- 族祖：藍理，曾隨施琅參與討剿明鄭東寧王國戰役。[6]
- 子藍日寵（藍天秀），孫藍元枚[7][8]。
- 族弟藍鼎元，著有《平臺紀略》。

## 延伸阅读
[在维基数据编辑]
 《清史稿·卷284》，出自趙爾巽《清史稿》